# Organostannique
Un organoétain ou organostannique est un composé organique comportant au moins une liaison covalente entre un atome de carbone et un atome d'étain.
Il fait partie de la grande famille chimique des composés organométalliques.
L'atome de carbone lié à l'étain appartient souvent à un groupe de type éthyle, propyle ou butyle.
Les organoétains sont généralement peu solubles dans l'eau, mais très lipophiles.
Comme la plupart des composés organométalliques, les organoétains présents dans l'environnement sont souvent toxiques et écotoxiques. Les chimistes ont identifié plus de 260 composés organostanniques et 36 d'entre eux sont toxiques et écotoxiques. Tous, hormis les méthylétains ont une origine anthropique. Ils ont une longue durée de vie dans l'environnement.
Certains d'entre eux, les TBT (tributylétains, hautement toxiques pour de nombreux organismes marins, même à très faible dose, pour les algues et divers organismes marins dont les mollusques) ont été très utilisés dans les antifoulings, et sont particulièrement surveillés car hautement toxiques, rémanents dans les sédiments et sources d'imposex (changement de sexe) chez certaines espèces qui y sont exposées, dont chez des espèces commercialement importantes (bigorneau, buccin commun).
Les TBT et leurs produits de dégradation sont à l'origine d'une pollution marine généralisée du littoral français et d'une grande partie des littoraux des pays industrialisés. Selon le bilan fait par l'Ifremer en 1997 pour les côtes françaises, malgré l'interdiction du produit pour de nombreux usages, toutes les enceintes portuaires en étaient encore des sources importantes de contaminations (jusqu'à deux cents fois la dose toxique de 1 ng/l).

## Histoire
La chimie des organostanniques semble émerger au XVIIIe siècle avec l'utilisation de l'acide stannique notamment cité par Lavoisier.
Le premier organoétain recensé en tant que tel fut le diiodure de diéthylétain, découvert par Edward Frankland en 1849.
Les organostanniques seront ensuite abondamment utilisés, à partir de la seconde moitié du XXe siècle surtout (alors produits par dizaine de milliers de tonnes annuellement), entre autres usages pour protéger les coques des navires du « fouling ».
Cependant, dès le milieu des années 1970, les toxicologues et environnementalistes, puis certaines autorités (européennes notamment, en 1978), s'inquiètent de leurs conséquences sur les milieux aquatiques. Des conséquences néfastes pour de nombreuses espèces sauvages (dont poissons et invertébrés) et écosystèmes sont confirmées par de nombreuses études durant 20 ans et plus. Des ONG internationales comme Greenpeace en demandent l'interdiction et financent des analyses montrant (en 2004) que ces produits contaminent la chaine alimentaire (dont en eau douce) pour se retrouver dans le corps humain.

## Structure
Les organostanniques sont généralement classés selon l'état d'oxydation de l'étain. Les composés de l'étain(IV) sont les plus courants et les plus utiles.

### Dérivés organiques de l'étain(IV)
On connait la série entière des dérivés chlorés R4−nSnCln pour de nombreux groupes R, pour n de 0 à 4, ainsi que leurs analogues pour les autres halogènes. Les dérivés alcoolates et carboxylates ont eux tendance à s'associer et sont en général donc mal caractérisés. Il en va de même pour les oxydes. De nombreux oxydes de diorganoétain (R2SnO)n sont oligomériques : avec des groupes R encombrants, ils adoptent des structures cycliques dimériques ou trimériques, respectivement des cycles de Sn3O3 et Sn2O2.
|                                                            |                                                             |                                       | |
| Structure idéalisée des dimères d'oxydes de diorganoétain. | Structure idéalisée des trimères d'oxydes de diorganoétain. | Modèle ball-and-stick de (t-Bu2SnO)3. | Structure d'oxyde de diorganoétain, soulignant leur propension à former des liaisons intermoléculaires. |

#### Stannanes hypercoordonnés
Contrairement à leur analogues de carbone(IV), mais comme les composés du silicium, l'étain(IV) peut aussi être coordonné par cinq voire six atomes au lieu des quatre habituels. Ces composés hypercoordonnés ont en général des substituants électronégatifs. Des pentaorganostannates de lithium ont été détectés et caractérisés en solution en 1986, et l'année suivante, des composés hexacoordonnés de tétraorganoétain ont été rapportés. En 2007, il a été caractérisé une structure cristalline stable à température ambiante (dans l'argon) rapportée comme étant le sel de lithium d'un pentaorganostannane entièrement carboné :
Dans cette structure de type bipyramide trigonale, la longueur de liaison carbone-étain (2,26 Å apique, 2,17 Å équatorial) est plus grande que les liaisons C-Sn normales (2,14 Å), soulignant par là leur nature hypervalente.

### Radicaux étain (dérivés organiques de l'étain(III))
Les radicaux étain, de formule R3Sn• sont aussi appelés radicaux stannyles. On les évoque comme intermédiaires réactionnels dans certaines réactions de transfert d'atome. Par exemple, l'hydrure de tributylétain (tri-n-butylstannane) est une bonne source en « atomes d'hydrogène » de par la stabilité du radical tributyétain.

### Dérivés organiques de l'étain(II)
les composés d'organoétain(II) sont relativement rares. Des composés de formule empirique SnR2 sont relativement fragiles et existent sous la forme de cycles ou de polymère, si R n'est pas encombrant. Ces polymères sont appelés polystannanes et ont pour formule générale (SnR2)n.
En principe, les composés d'étain divalents sont supposés pouvoir former des analogues aux alcènes, en formant des liaisons doubles. En effet, des composés de formule Sn2R4 appelés distannènes, sont connus pour certains substituants organiques. Les centres Sn tendent à être hautement pyramidaux. Des composés monomères de formule SnR2, analogues aux carbènes sont aussi connus dans certains cas. Un exemple est [Sn(SiR3]2 où R = CH(SiMe3)2 (Me = méthyl). De telles espèces se dimérisent de façon réversible en distannylène via cristallisation :
2 R2Sn  {\displaystyle {\overrightarrow {\leftarrow }}}  (R2Sn)2
Les stannènes, composés avec une liaison double étain–carbone, sont illustrés par les dérivés du stannabenzène. Les stannoles, analogues structurels du cyclopentadiène, montrent un faible caractère de liaison double C-Sn.

### Dérivés organiques de l'étain(I)

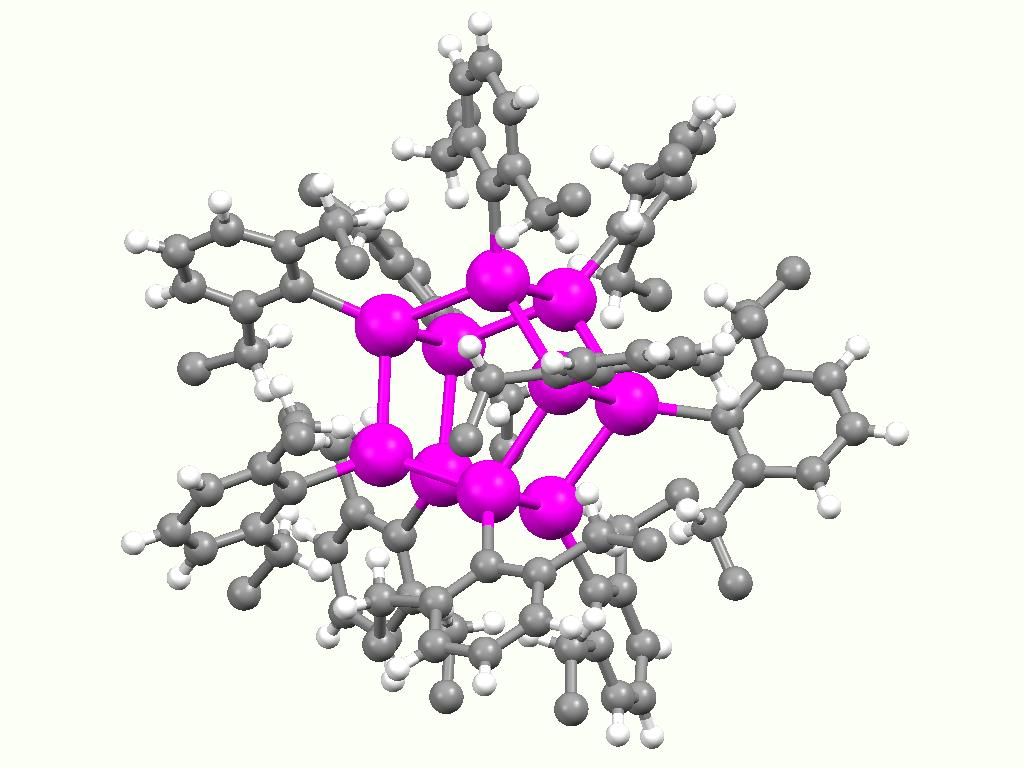
Structure de prismane Sn_{10}, stabilisé par des substituants 2,6-diéthylphényle encombrants.

Les composés de Sn(I) sont rares et uniquement observés en présence de ligands très encombrants. Une des principales familles de cage est accessible par pyrolyse de tristannylène 2,6-diéthylphényl-substitué, [Sn(C6H3-2,6-Et2)2]3, qui permet d'obtenir le cubane et le prismane. Ces cages contiennent Sn(I)et ont pour formule [Sn(C6H3-2,6-Et2)]n où n = 8, 10. Un stannyne contient une liaison triple carbone-étain et un distannyne une liaison triple entre deux atomes d'étain (RSn≡SnR). Les distannynes existent uniquement pour des substituants extrêmement encombrants. Contrairement aux alcynes, les noyaux C-Sn≡Sn-C de ces distannynes ne sont pas linéaires, même s'ils sont planaires. La distance Sn-Sn est de 3,066(1) Å, et les angles Sn-Sn-C sont de 99,25(14)°. De tels composés sont préparés par réduction d'halogénures d'arylétain(II) encombrés.

## Synthèse
les organostanniques peuvent être synthétisé par réaction entre un organomagnésien et un halogénure d'étain, par exemple le tétrachlorure d'étain.
Un exemple est la synthèse organique du tributyl-[(Z)-5-phényl-2-pentén-2-yl]stannane :
Un organomagnésien est préparé par réaction entre des copeaux de magnésium et le (Z)-2-bromo-5-phényl-2-pentène dans le tétrahydrofurane  anhydre, puis titré avec du chlorure de tributylétain jusqu'à ce que la solution se décolore. La solution résultante est agitée à température ambiante pendant une heure, puis le solvant est extrait en utilisant un évaporateur rotatif. De l'éther diéthylique est alors ajouté et l'extrait éthéré est lavé à la saumure puis filtré. L'éther est évaporé en utilisant un évaporateur rotatif. Le produit brut est distillé par four à boules (en) pour obtenir le tributyl-[(Z)-5-phényl-2-pentén-2-yl]stannane, un liquide huileux incolore.
Un couplage de type Wurtz d'un alkylsodium avec un halogénure d'étain permet d'obtenir un tétraorganoétain. Une autre méthode est une réaction de redistribution de l'halogénure d'étain avec un composé organoaluminique (AlR3). Des halogénures de triorganoétain peuvent être préparé par réaction de redistribution de Kocheshkov.

## Réactions
Un importante réaction impliquant des organostanniques est la réaction de Stille (réaction de couplage avec des halogénures organiques sp2-hybridé catalysée par le palladium) :
{\displaystyle {\ce {{} \atop {R-X}+R'-SnR3->[{\ce {Pd\ catalyst}}]{R-R'}+XSnR3}}}
Une autre est l'addition d'organostannane (addition nucléophile d'un allyl-, allényl-, ou propargylstannane sur un aldéhyde et une imine). Les organostannanes sont aussi utilisé abondamment en chimie radicalaire (par exemple pour les cyclisations radicalaires, la désoxygénation de Barton-McCombie, la décarboxylation de Barton).

## Usages
Les organoétains ont été utilisés et le sont encore comme :
- stabilisateurs chimiques de certaines matières plastiques (premier stabilisant du chlorure de polyvinyle[21]) et retrouvés dans de nombreux produits courants en PVC, dont le PVC de tuyauteries ;
- additifs stabilisateurs de lubrifiants synthétique pour l'aviation (dans lesquels le composé organostannique doit inhiber l'oxydation des métaux[22]) ;
- précurseurs liquides pour le dépôt chimique en phase vapeur[23] ;
- stabilisateurs de polymères organiques[24] ;
- catalyseurs de réactions ;
- le Certincoat TC100 est un produit organostannique de protection du verre, à base de trichlorure de monobutylétain pur[25].
- biocides principalement utilisés dans :
  - les pesticides (insecticides, fongicides, herbicides, acaricides) ; produits de protection des bois et des textiles (antifongiques pour tapis et textiles),
  - les peintures antisalissures marines.

### Exemples
Comme mentionné ci-dessus, les organostanniques sont utilisés dans de nombreuses applications commerciales, biocides, insecticides, intermédiaires chimiques ou catalyseurs. Ci-dessous est présentée une liste des organostanniques les plus courants et leurs usages.

Organostanniques
Tétrabutylétain, réactif initial pour la synthèse de composés di- et tributylés.
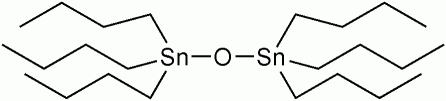
Oxyde de tributylétain, un liquide incolore à jaune pâle, utilisé dans le traitement du bois.
Acétate de triphénylétain, un solide cristallin blanc, utilisé comme insecticide et fongicide.
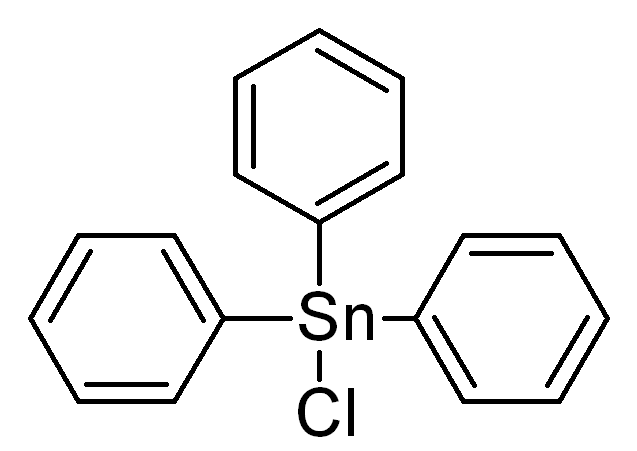
Chlorure de triphénylétain, un solide cristallin blanc, utilisé comme biocide et intermédiaire en synthèse chimique.
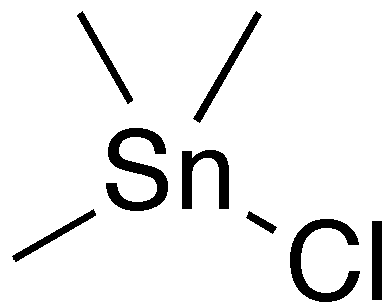
Chlorure de triméthylétain utilisé aussi comme biocide.
Hydroxyde de triphénylétain, une poudre blanche, utilisée comme fongicide et pour stériliser des insectes.
Oxyde de fenbutaétain, un solide cristallin blanc, très stable, utilisé pour le contrôle des mites.
Azocycloétain, un solide cristallin incolore, utilisé comme acaricide à longue durée, et pour le contrôle des tétranyques sur les plantes.
Cyhexaétain, un solide cristallin blanc, utilisé comme acaricide et miticide.
Hexaméthyldiétain, utilisé comme intermédiaire en synthèse chimique.
Tétraéthylétain, un catalyseur[26].

- Azoture de tributylétain.

## Production, tonnages
Dans le monde, au milieu des années 1995, l'industrie métallurgique et chimique en produisaient environ 50 000 t/an dont 15 à 25 % étaient des tri-organoétains.
En France, à la même époque, on estimait que 3 000 t d'organoétains étaient mises sur le marché chaque année, dont une grande partie finit dans l'environnement aquatique et notamment marin.

## Les organostanniques dans l'environnement

### Mobilité, cinétique environnementale
Les chimistes semblent avoir d'abord pensé que les composés organostanniques mis sur le marché seraient peu mobiles dans l'environnement, car a priori peu solubles dans l'eau, et peu volatils (faible tension de vapeur).
En réalité, ces produits ont une forte affinité pour les sols et les sédiments riches en matières organiques (vases estuariennes et portuaires notamment) ainsi que pour certains biofilms. Ils peuvent être temporairement piégés dans ces environnements, puis remobilisés par le courant, des inondations, la bioturbation, le chalutage des fonds, les dragages et clappage en mer, etc..
Via le ruissellement ou à partir des coques de bateaux, des aires de carénage de bateaux et à partir de divers rejets d'effluents industriels, une grande partie des organoétains finissent dans l'environnement marin puis dans le sédiment marin où les organismes qui y vivent peuvent les bioconcentrer ou les remobiliser.
En solution dans l'eau de nombreux composés organostanniques produisent un cation organostannique, qui est hydraté ou combiné à l'anion le plus prévalent (ex. : l'ion chlorure dans l'eau de mer), ce qui peut favoriser sa diffusion dans la colonne d'eau.
Les composés organostanniques pénètrent facilement les organismes marins vivants. Certains peuvent les bioconcentrer (c'est le cas d'organismes filtreurs comme les moules et huîtres qui sont consommés par l'Homme). Les formes -butyl et -tributyl sont les plus bioaccumulables (Thompson 85).

### Cas particulier du fjord du Saguenay

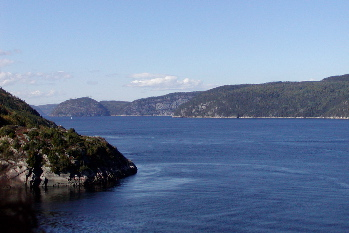
Entrée du Fjord du Saguenay, à l'embouchure du fleuve (Tadoussac).

Par rapport à l'océan, les fjords nordiques sont des zones d'eaux très calmes et stables. Or, contre toute attente, le TBT ne s'y dépose pas en totalité dans le sédiment. Peu avant l'interdiction du TBT, une étude (thèse) a ainsi porté sur la cinétique environnementale des principaux organoétains dans le fjord du Saguenay, fjord le plus méridional de la planète, et le seul navigable de toute l'Amérique du Nord.
Cette étude (2005) a montré que — dans ce milieu particulier — malgré une très forte stratification thermique et saline des eaux, les butylétains sont ubiquitairement présents ; dans toute la colonne d'eau et non près des sédiments comme on aurait pu s'y attendre. On les a retrouvé dans tous les organismes benthiques, mais aussi pélagiques. Plus étonnant, les taux de butylétains totaux (MBT + DBT + TBT) étaient bien plus élevés en surface (26 à 206 ng Sn/l) qu'au fond (7 à 30 ng Sn/l).
Ces butylétains ont été retrouvés dans tous les organismes du réseau trophique, à des concentrations très variées (de 7 à 1 238 ng Sn/g (poids sec), soit des niveaux exceptionnels, rarement trouvés en zones côtières nordiques, même dans les zones de fort trafic maritime. Cette étude a conclu que la bioaccumulation dans les organismes semble principalement contrôlée par trois facteurs :
1. le taux actuel de contamination de l'habitat considéré ;
2. la voie d 'assimilation (via l'eau ou le sédiment, par voie alimentaire, avec ou sans bioconcentration…) ;
3. la capacité de l'espèce considérée à dégrader le TBT et à excréter ses métabolites.

L'ensemble de ce fjord montre une contamination du sédiment (de 6 à 288 ng Sn/g poids sec pour le total des butylétains), avec des facteurs de bioaccumulation en TBT parfois élevés, mais sans biomagnification importante d'un niveau trophique à l'autre. Les analyses de carotte sédimentaire montre en outre que le TBT est très persistant et qu'il dominera encore longtemps les autres espèces stanniques présentes.
Le fjord du Saguenay est caractérisé par une eau marine très froide et des sédiments anoxiques, deux conditions connues pour défavoriser la biodégradation des organostanniques. La diffusion eau-sédiment est en outre faible ce qui favorise le rétention de TBT dans le sédiment. L. Viglino y a estimé la demi-vie du TBT : elle serait d'environ 87 ± 17 ans dans le sédiment profond. C'est un délai bien plus long que les estimations données par la littérature antérieure. Ceci indiquerait une contamination à long terme (plusieurs siècles).
Ainsi malgré le bannissement international de l'étain pour les antifoulings (en janvier 2008), l'auteur considère que dans ce fjord « les sédiments peuvent être considérés comme une menace directe et durable pour les espèces benthiques et ceux de colonne d'eau s'alimentant sur le benthos ».

### Biodégradation / dégradation
Les organostanniques de type mono-, di- et tri-alkylétain se dégradent plus vite (par désalkylation) lorsqu'exposé aux UV. Les mono- di- et tributylétain se dégradent moins lentement dans les eaux chaudes et oxygénées
Mais dans notre environnement, ils sont surtout retrouvés dans les sédiments anoxiques où ils se dégradent très mal.
La tendance à l'eutrophisation et à une turbidité croissante des eaux continentales et littorales freine probablement encore leur dégradation en limitant la pénétration des UV dans l'eau et en favorisant les phénomènes de zone morte.

## Toxicité
Cancérogénicité ? : dans les années 1990, chez l'Homme, les organoétains ne semblent pas cancérigènes ni tératogènes, mais des études plus récentes laissent penser que certaines formes d'organoétains pourraient être promoteurs de certaines tumeurs et de cancers (cancers dits « hormonaux »), ce qui pourrait être lié au fait que plusieurs organostanniques sont de puissants perturbateurs endocriniens, même à très faible dose.
Neurotoxicité : à des doses plus importantes, les organostanniques sont source de troubles neurologiques. Ceux-ci commencent par de maux de tête et des vertiges, évoluent en troubles sensoriels et éventuellement en encéphalopathie hyperthermique,.
Perturbation endocrinienne : des chercheurs de Montpellier de l'équipe « Signalisation hormonale, environnement et cancer » ont récemment élucidé un mécanisme d'action expliquant comment à très faible dose, certains organoétains (tributylétain notamment) peuvent être si perturbateurs pour le système hormonal. Le TBT se lie à un récepteur du noyau cellulaire, le « facteur de transcription RXRa » qui est normalement activé par des hormones naturelles, qui déclenchent alors sa fixation sur l'ADN où il régule l'expression de certains gènes. Mais l'atome d'étain de la molécule de TBT se lie à une cystéine du site actif de RXRa, et à la différence de l'hormone naturelle, elle le fait via une liaison covalente (très solide) empêchant la désactivation de la protéine. Selon les auteurs, d'autres récepteurs nucléaires comprenant une cystéine dans leur site actif subissent probablement le même problème.
Voies de contamination : faute de données épidémiologiques suffisantes chez l'Homme, la toxicité des organoétains est principalement connue par les études faites sur des animaux de laboratoires, et plutôt pour l'absorption par voie orale. On sait cependant qu'étant liposolubles, ils peuvent traverser la barrière de la peau.
- La voie alimentaire semble être la plus importante (bien que l'inhalation de poussières et particules organostanniques soit également suspectées) ; des organostanniques peuvent s'hydrolyser dans la nourriture et dans les organismes puis facilement diffuser dans l'organisme car présent à la fois sous formes lipophile (forme retrouvée dans les tissus gras) et ionique (qui se lient à des protéines et aux glutathions[37]. 
Une fois ingérés, les organoétains passent dans le sang au niveau intestinal et sont aussi retrouvés dans la lymphe. Les triorganoétains sont biodégradés en composés di- et mono-organoétains.
- Ils ciblent et affectent le système s endocrinien, le thymus et le reste du système immunitaire[38],[39].
- On les retrouve dans les deux principaux organes de détoxication (Foie et reins) ainsi que dans le système lymphatique.

Métabolisation : des phénomènes de désalkylation permettent une élimination progressive par l'urine (dont sous forme de dibutylétain).
Ils peuvent (comme d'autres composés métalliques) déclencher des phénomènes d'apoptose
Intoxication chronique : quelques études ont exposé des rats de laboratoire), par exemple au TBTO durant deux ans par Wester et al. (1988). Une étude laisse penser que des effets cancérogènes sont possibles. Les auteurs ont observé une modification de la fonction rénale et une activité enzymatique plus importante pour les enzymes plasmatiques (alanine aminotransférase, aspartate aminotransférase et phosphatase alcaline). Ils ont aussi observé certains effets différents selon le sexe (le poids des mâles augmente), le taux de thyroxine libre varie, avec un gain de poids des gonades, des glandes surrénales, de la rate (femelles), du cœur (mâles) et de l'hypophyse, du foie, des reins et de la thyroïde (sauf chez la femelle chez qui elle perd au contraire du poids). Une surmortalité a été observéechez les rats qui avaient été les plus exposé (50 mg de TBTO par kg).

## Écotoxicité
L'étain méthylé et les organoétains sont beaucoup plus toxiques que l'étain lui-même.
Ils sont également plus bioaccumulables (tout comme d'autres composés) et les organostanniques se montrent, pour certains (TBT en particulier), extrêmement toxiques à très faible dose pour de nombreux organismes marins et plus encore pour leurs larves.
- Des phénomènes de méthylation peuvent renforcer la toxicité et la biodisponibilité de l'étain dans les sédiments, et notamment dans les estuaires[44].
- Le TBT inhibe la croissance de nombreux organismes du phytoplancton et du zooplancton à des doses infimes (ne dépassant pas 1 µg/l).
- En tant que perturbateur endocrinien, il affecte la reproduction de la moule commune Mytilus edulis[2] ainsi que le développement de la larve de l'huître Crassostrea gigas et sa capacité à normalement synthétiser sa coquille (dès deux nanogrammes de TBT par litre d'eau de mer, avec alors apparition de « chambres à vase » dans la coquille.
- Il est source d'imposex du gastéropode marin Nucella lapillus dès 0,3 ng/l[2] avec masculinisation des femelles[45]. 
Une étude faite en 2003 a montré que malgré l'interdiction de ce produit pour une partie de ses usages marins, « sur les 109 points échantillonnés, répartis le long du littoral Manche-Atlantique, aucune population n'est indemne. » sans qu'aucun gradient de pollution ne puisse être démontré, ce qui montre que le TBT a un grand pouvoir de dilution ou que les coques de navires qui en contiennent encore en relarguent partout. Le fleuve côtier marin qui se déplace vers le nord et qui se mélange peu avec les eaux du large le concentre probablement le long d'une partie du littoral.
- Les organoétains semblent aussi pouvoir affecter l'Homme et sa santé reproductive, ainsi que celle d'autres mammifères[46].

## Réglementation, législation
les organoétains sont soumis à diverses réglementation selon leurs usages (Composés organostannique non-pesticides ou pesticides/biocides). En Europe, les biocides et pesticides sont soumis à une législation spécifique (ex. : Directive 76/769/CEE).
- En 1982, le TBT a été interdit dans les antifoulings neufs pour tout navire de moins de vingt-cinq mètres.
- En 1999, une Directive européenne[48] limite certains usages de l'étain.
- En 2001 (5 octobre), une Convention internationale sur le contrôle des systèmes antisalissure nuisibles sur les navires (dite Convention AFS) a été adoptée (lors d'une conférence diplomatique organisée sous l'égide de l'Organisation maritime internationale (OMI) avec participation des États membres de la Communauté européenne). Le mot « navire » doit ici être entendu au sens large ; un règlement européen[49] précise qu'il s'agit dans ce cas des hydroptères, aéroglisseurs, engins submersibles, engins flottants, les plates-formes fixes ou flottantes, les unités flottantes de stockage (FSU) et les unités flottantes de production, de stockage et de déchargement (FPSO)[49].
- En 2002, la directive européenne 2002/62/CE du 9 juillet 2002 portant neuvième adaptation au progrès technique de l'annexe I de la directive 76/769/CEE du Conseil concernant le rapprochement des dispositions législatives, réglementaires et administratives des États membres relatives à la limitation de la mise sur le marché et de l'emploi de certaines substances et préparations dangereuses (composés organostanniques) (4) afin d'interdire, à compter du 1er janvier 2003, la mise sur le marché et l'utilisation des composés organostanniques dans les systèmes antisalissure destinés aux navires (de toute taille).
- En janvier 2003, le TBT est interdit en Europe[49], dont en France pour tous les navires français (hors Marine nationale[45], sachant que les navires de guerre et autres « navires d'État » sont régis par ailleurs par la convention AFS[50].

Les zones de carénage et peinture de navires doivent être conçues pour récupérer les particules et écailles de peintures afin qu'elles ne partent pas à la mer.
Le TBT doit faire l'objet d'un suivi, assuré en France par Ifremer où pour 36 secteurs suivis sur le littoral français depuis 1997, les zones les plus polluées par le TBT sont les ports de Ouistreham, Port-en-Bessin et Cherbourg.